# 馬米科尼揚
馬米科尼揚是高加索亞美尼亞的一個名門望族。5世紀中期，為加強對亞美尼亞的統治，波斯當局強迫亞美尼亞人改變其信仰，其後出現兩次起義。恰巧兩次起義的統帥都是此家族的人。这个家族里最著名的人物是亚美尼亚的民族英雄瓦尔丹·马米科尼扬。